# 2-я гвардейская минно-торпедная авиационная дивизия ВВС ВМФ
2-я гвардейская минно-торпедная авиационная Севастопольская Краснознамённая дивизия имени Героя Советского Союза Н. А. Токарева ВВС Черноморского флота (2-я ГвМТАД ВВС Черноморского флота) — воинское соединение Вооружённых сил СССР во Второй мировой войне.

## История наименований
- 63-я тяжелобомбардировочная авиационная бригада дальнего действия ВВС ВМФ[1] [63-я бомбардировочная авиационная бригада, 63-я авиационная бригада] (1939 год);
- 1-я минно-торпедная авиационная дивизия ВВС ВМФ (1943 год)[2];
- 2-я гвардейская минно-торпедная авиационная Севастопольская Краснознамённая дивизия им. Героя Советского Союза Н. А. Токарева ВВС ВМФ (1944 год)[2];
- 2-я гвардейская смешанная авиационная Севастопольская Краснознамённая дивизия им. Героя Советского Союза Н. А. Токарева ВВС ВМФ (1945 год)[2];
- 2-я гвардейская минно-торпедная авиационная Севастопольская Краснознамённая дивизия им. Героя Советского Союза Н. А. Токарева ВВС ВМФ (1952 год)[2];
- 2-я гвардейская морская ракетоносная авиационная Севастопольская Краснознамённая дивизия им. Героя Советского Союза Н. А. Токарева ВВС ВМФ (формирования 1971 года)[2].

## История
В конце 1939 года в составе ВВС ЧФ было начато формирование 63-й бомбардировочной авиационной бригады. В конце марта 1940 года командовать бригадой был назначен майор Раков В. И. В её состав вошли 2-й МТАП (командир майор Биба А. Г.) и 40-й СБАП  (командир полковник Хатиашвили Г. И.) на самолётах ДБ-3 и СБ. 1-го мая лётные экипажи бригады участвовали в воздушном параде над Симферополем — центром Крыма, и Севастополем — главной базой Черноморского флота. Полк Хатиашвили летел в полном составе, а из полка Бибы — одна эскадрилья. В этом же месяце 40-й СБАП приступил к ночным полётам. К августу 1940 года формирование бригады было завершено. Полковник Раков убыл в Ленинград на учёбу в Военно-морской академии. Командиром бригады был назначен полковник Хатиашвили.

### Великая Отечественная война
На начало войны управление 63-й БАБ базировалась на аэродром Сарабуз, подразделения бригады, в составе: 2-й МТАП (аэродром Карагоз), 40-й БАП (Сарабуз), 78-я ОСБАЭ (Одесса). На 22 июля 1941 года состав 63-й БАБ — 5-й гв. МТАП, 40-й БАП (Майкоп, Гудауты, Елизаветинская). С первых дней войны полки бригады активно включились в боевую работу, нанося удары по объектам на территории Румынии, действуя на морских коммуникациях противника, ведя воздушную разведку.
Осенью 1941 года, в связи с захватом противником большей части Крымского полуострова, полки и управление бригады перебазировались на аэродромы Краснодарского края и Северного Кавказа. Часть самолетов 2-го МТАП и 40-й БАП работали на ротационной основе в осажденном Севастополе, базируясь на аэродроме Херсонес.
В апреле 1942 года 2-й МТАП бригады одним из первых среди частей ВВС ВМФ был преобразован в 5-й гвардейский минно-торпедный авиационный полк.
В середине 1942 года 63-я бомбардировочная АБ Черноморского флота, в составе: 36-й МТАП, 5-й гв. МТАП, 40-й БАП. В мае 1943 года в состав бригады был включен 11-й гв. ИАП ВВС ЧФ на самолетах Р-39 «Аэрокобра». Их главной задачей было сопровождение и прикрытие бомбардировщиков и торпедоносцев в боевых вылетах.

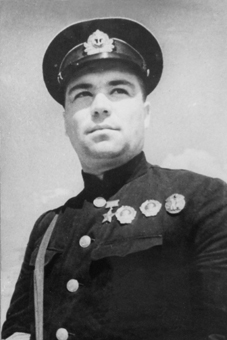
Полковник Н. А. Токарев Газета «Красный Флот» 26 июня 1943 года

На основании приказа НК ВМФ № 0528 от 09.07.1943 г. с 14 июля 63-я БАБ была преобразована в 1-ю минно-торпедную авиационную дивизию ВВС ЧФ. В это время полки дивизии базировались на аэродром Гудауты и Адлер. 26 сентября 1943 года самолеты 1-й МТАД нанесли массированный удар по порту Севастополя (9 Ил-4 под командованием полковника Н. А. Токарева, 12 Пе-2 под командованием майора Корзунова и 15 А-20 «Бостон» под командованием подполковника Ефремова).
На 15 октября 1943 года в составе дивизии: 5-й гв. МТАП (Гудауты, Геленджик), 36-й МТАП (Геленджик, Алахадзе), 40-й БАП (Адлер), 11-й гв. ИАП (Геленджик). С 4 по 15 ноября 1943 г. часть самолетов дивизии с аэродромов Северного Кавказа были перебазированы на аэродром Скадовск, где вошли в состав формируемой Скадовской авиационной группы. Дивизии была поставлена задача блокировать с запада 17-ю немецкую армию в Крыму и не допустить её эвакуации морем. Самолеты дивизии Ил-4, А-20 «Бостон» и Пе-2 под прикрытием истребителей Р-39 «Аэрокобра» 11-го гв. ИАП наносили торпедные и бомбовые удары по транспортам противника на коммуникациях и в портах Крымского полуострова.
31 января 1944 года при выполнении боевого вылета погиб командир 1-й МТАД, генерал-майор авиации H. А. Токарев. Указом Президиума Верховного Совета СССР от 31 мая 1944 года его имя было присвоено дивизии, которая с этого времени стала называться 1-я минно-торпедная авиационная дивизия им. Н. А. Токарева.
19.03.1944 года 40-й БАП выделен из состава дивизии и переподчинён в состав вновь сформированной 13-й авиационной дивизии пикирующих бомбардировщиков.
С 1 апреля 1944 г., на основании Приказа командующего ЧФ № 0247, в состав 1-й МТАД был включен 13-й гв. полк ВВС ЧФ на аэродроме Сокологорное. 26 апреля 1944 г. 36-й МТАП, передав свои самолеты 13-му гв. АП, выбыл из состава дивизии, и был направлен на Северный флот. Там он вошёл в состав 5-й МТАД ВВС СФ.
За отвагу, проявленную в боях с немецко-фашистскими захватчиками, за стойкость, мужество, героизм, организованность и высокую дисциплину личного состава Приказом Народного комиссара Военно-морского флота № 203 от 5 мая 1944 года 1-я МТАД преобразована во 2-ю гвардейскую минно-торпедную авиационную дивизию (в/ч 42801). 22.07.1944 года, за мужество и героизм, проявленные при освобождении г. Севастополя, Приказом Верховного Главнокомандующего 2-й гв. МТАД было присвоено почетное наименование «Севастопольская».
Состав дивизии (на 1 июля 1944 г.) — 5-й гв. «Констанцский» МТАП (бывший 2-й МТАП), 13-й гв. краснознамённый «Констанцский» ДБАП (бывш. 119-й РАП), 11-й гв. дважды краснознамённый «Николаевский» ИАП.
20.08.1944 г. 14 Ил-4 5-го гв. МТАП , 18 А-20G «Бостон» 13-го гв. АП и 32 Р-39 «Аэрокобра» 11-го гв. ИАП дивизии приняли участие в воздушной операции по уничтожению сил противника в ВМБ Констанца с аэродрома Саки.
Боевые действия в Великой Отечественной войне 2-я гв. МТАД завершила в сентябре 1944 г. в Крыму на аэродроме Саки, за исключением 11-го гв. ИАП, который базировался в Болгарии на аэродроме Сарафово.

### Послевоенная служба
С весны 1945 года дивизия стала именоваться «смешанной». Состав на 1 июля 1945 г. 2-й гв. САД (Саки): 5-й гв. МТАП (Сарабуз), 13-й гв. ДБАП (Саки), 11-й гв. ИАП (Саки). На вооружении минно-торпедных полков самолёты Ил-4, Пе-2 и А-20.
В 1952 году дивизия переформирована из смешанной в минно-торпедную. В состав дивизии входили 13-й гв. МТАП (Саки), 1675-й МТАП (бывш. 29-й БАП), 1817-й МТАП. На 01.11.1952 г. штаб дивизии перебазировался на аэродром Веселое. В 1957 году дивизия составом 13-го гв. МТАП и 942-го МТАП (бывш. 1675-й МТАП) базировалась на аэродроме Саки.
В августе 1958 г. в состав дивизии вошел 819 гв. БАП, принятый в Авиацию флота из 48-й ВА Одесского военного округа.
27.03.1960 года (к январю 1961 г.) в рамках «дальнейшего значительного сокращения Вооруженных сил» 2-я гв. МТАД Ав. ЧФ была расформирована, а её полки стали отдельными частями, подчинявшимися непосредственно командующему Авиацией ЧФ.
В 1971 году было вновь сформировано управление 2-й гв. МРАД на аэродроме Гвардейское. В состав дивизии включили три оставшихся на флоте ракетоносных полка, на самолётах Ту-16: 5-й гв. МРАП на аэр. Весёлое, 124-й МРАП на аэр. Гвардейское и 943-й МРАП на аэр. Октябрьское.
В 1974 г. 943-й МРАП получил на вооружение сверхзвуковые ракетоносцы Ту-22М2. Самолёты Ту-16 оставались на вооружении его третьей эскадрильи, а также двух остальных полков дивизии.
В 1985 г. 5-й гв. МРАП перевооружился сразу на Ту-22МЗ, минуя «двойки», а в 1987 г. на «тройки» перевооружился и 943-й МРАП. Третий полк дивизии — 124-й МРАП, продолжал эксплуатировать Ту-16 вплоть до своего расформирования 1990 г.

### После распада СССР и раздела Черноморского флота
15.12.1994 года, на основании Директивы ГШ ВМФ РФ от 21.04.1994 г., управление 2-й гв. МРАД (в/ч 81235) на аэродроме Гвардейское (Сарабуз) и 5-й гв. МРАП на аэродроме Веселое были расформированы, а 943-й МРАП стал отдельным полком. Но и он смог просуществовать после этого всего два года, и в августе 1996 г. был расформирован. Вся авиатехника дивизии была поделена в равных долях между Россией и Украиной. Черноморские Ту-22МЗ, которые отошли России, были направлены в ВВС СФ и ТОФ, а также в состав 240-го гв. ОСАП (ИИ) 444-го ЦБП и ПЛС. В РФ эти самолёты продолжают летать до сих пор (уже переданные из ВВС флотов в Дальнюю авиацию), тогда как украинские машины все утилизированы.

## Состав дивизии
- 2-й минно-торпедный авиационный полк (с 1942 года) 5-й гвардейский минно-торпедный авиационный полк — с 1939 года по 1948 год;
- 5-й гвардейский морской ракетоносный авиационный полк — с 1971 года по 1994 год;
- 36-й минно-торпедный авиационный полк — с августа по октябрь 1942 г. и с июня 1943 по апрель 1944 года;
- 40-й бомбардировочный авиационный полк Черноморского флота — с 1939 до марта 1944 г.;
- 13-й гвардейский минно-торпедный авиационный полк — с апреля 1944 года по 1960 год;
- 11-й гвардейский истребительный авиационный полк (с 1948 г. — 241-й гвардейский истребительный авиационный полк Черноморского флота) — с мая 1943 по 1953 год;
- 124-й тяжелый бомбардировочный авиационный полк (124-й морской разведывательный авиационный полк) — с 1971 по 1990 год;
- 819-й гвардейский бомбардировочный авиационный полк — с 1958 по 1960 год;
- 943-й морской разведывательный авиационный полк — с 1971 по 1994 г.;
- 1675-й минно-торпедный авиационный полк (с 1955 года — 942-й минно-торпедный авиационный полк) — с 1954 по 1958 г.;
- 1817-й минно-торпедный авиационный полк (с 1955 года — 981-й минно-торпедный авиационный полк) — с марта 1951 г. по февраль 1954 г., в марте — августе 1955 г., с марта 1958 г. по сентябрь 1960 г.

## Подчинение
Военно-воздушные силы (Авиация) Черноморского флота ВМФ СССР.

## Командиры

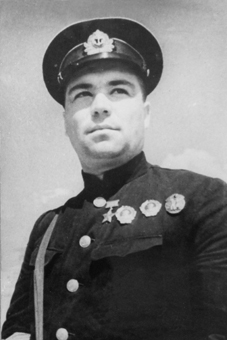
Командир дивизии Н. А. Токарев

- В. И. Раков (март-декабрь 1940 г., ВрИД),
- Г. И. Хатиашвили (декабрь 1940 г. — октябрь 1942 г.),
- Н. А. Токарев (октябрь 1942 г. — январь 1944 г., погиб),
- П. Г. Кудин (февраль-апрель 1944 г., ВрИД),
- В. П. Канарев (апрель 1944 г. — май 1946 г.),
- П. И. Сучков (май 1946 г. — январь 1948 г.)
- В. И. Васильев (январь 1948 г. — февраль 1950 г.),
- М. И. Буркин (февраль 1950 г. — июль 1951 г.),
- А. И. Шемякин (с 1951 г.),
- А. Г. Егоров (март 1958 г. — январь 1961 г.),
- В. А. Балин,
- В. П. Житенёв (до 1982 г.),
- Н. Н. Фадеев (с 1982 г.),
- Н. И. Осипов (в 1985 г. до 1987 г.),
- В. С. Русаков (1987-91 гг., погиб),
- А. М. Быков (1991-94 гг.).

## Герои Советского Союза
- Аглотков, Фёдор Николаевич, гвардии капитан, штурман эскадрильи 5-го гвардейского минно-торпедного авиационного полка.
- Кисляк, Николай Александрович, гвардии капитан, штурман 11-го гвардейского истребительного авиационного полка.
- Киценко, Иван Иванович, гвардии старший лейтенант, командир звена 5-го гвардейского минно-торпедного авиационного полка.
- Литвинчук, Борис Михайлович, гвардии капитан, командир эскадрильи 11-го гвардейского истребительного авиационного полка.
- Любимов, Иван Степанович, гвардии подполковник, командир 11-го гвардейского истребительного авиационного полка.
- Минаков, Василий Иванович, гвардии старший лейтенант, командир звена 5-го гвардейского минно-торпедного авиационного полка.
- Мусатов, Николай Алексеевич, гвардии подполковник, командир 13-го гвардейского дальнебомбардировочного авиационного полка.
- Наржимский, Владимир Александрович, гвардии капитан, заместитель командира эскадрильи 11-го гвардейского истребительного авиационного полка.
- Снесарёв, Владимир Семёнович, гвардии старший лейтенант, командир эскадрильи 11-го гвардейского истребительного авиационного полка.
- Стариков, Дмитрий Александрович, гвардии старший лейтенант, командир звена 11-го гвардейского истребительного авиационного полка.
- Щербаков, Виктор Иванович, гвардии старший лейтенант, командир звена 11-го гвардейского истребительного авиационного полка.